# 2010年世界房車錦標賽澳門站
2010年世界房車錦標賽澳門站是2010年度世界房車錦標賽的第十一站賽事，正式比賽在2010年11月21日於澳門東望洋賽道上舉行。這是歷來第六次在澳門舉行賽事。第一回合由雪佛蘭車隊的荷夫勝出，第二回合由Zengő Dension Team的米捷利斯勝出。